# PDP-7

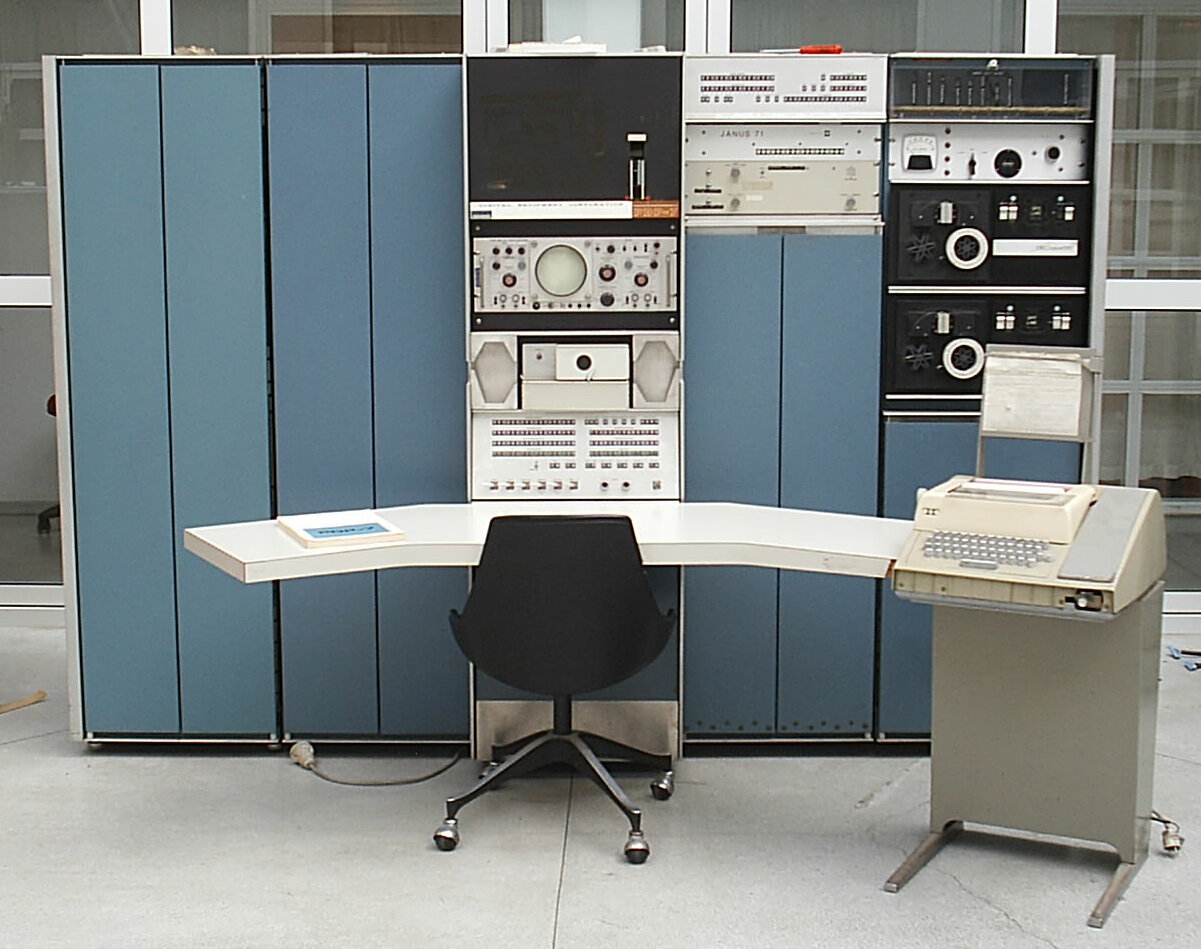
オスロ（ノルウェー）にあるPDP-7

PDP-7は、DECが1965年にリリースしたミニコンピュータである。フリップチップ技術を採用し、価格は72,000USドルと安価だが高性能だった。PDP-7はDECの18ビット機としては3機種目で、PDP-4およびPDP-9と基本的には同じ命令セットである。DEC初のワイヤラッピングを採用したマシンでもある。
1969年、ケン・トンプソンはPDP-7上でアセンブリ言語で最初のUNIXを作成した。当初の名前は Unics であり、Multicsを連想させるちょっとした駄洒落になっている。実際にはUNIX以前にスペース・トラベルというゲームをMulticsの元となったGE 635上からPDP-7に移植しており、後にこのゲームがUNIX上で動作するようにしている。
稼動状態のPDP-7の現存数は少ないが、最初のUNIXが動作する事例が存在する。